# 9K35 스트렐라-10

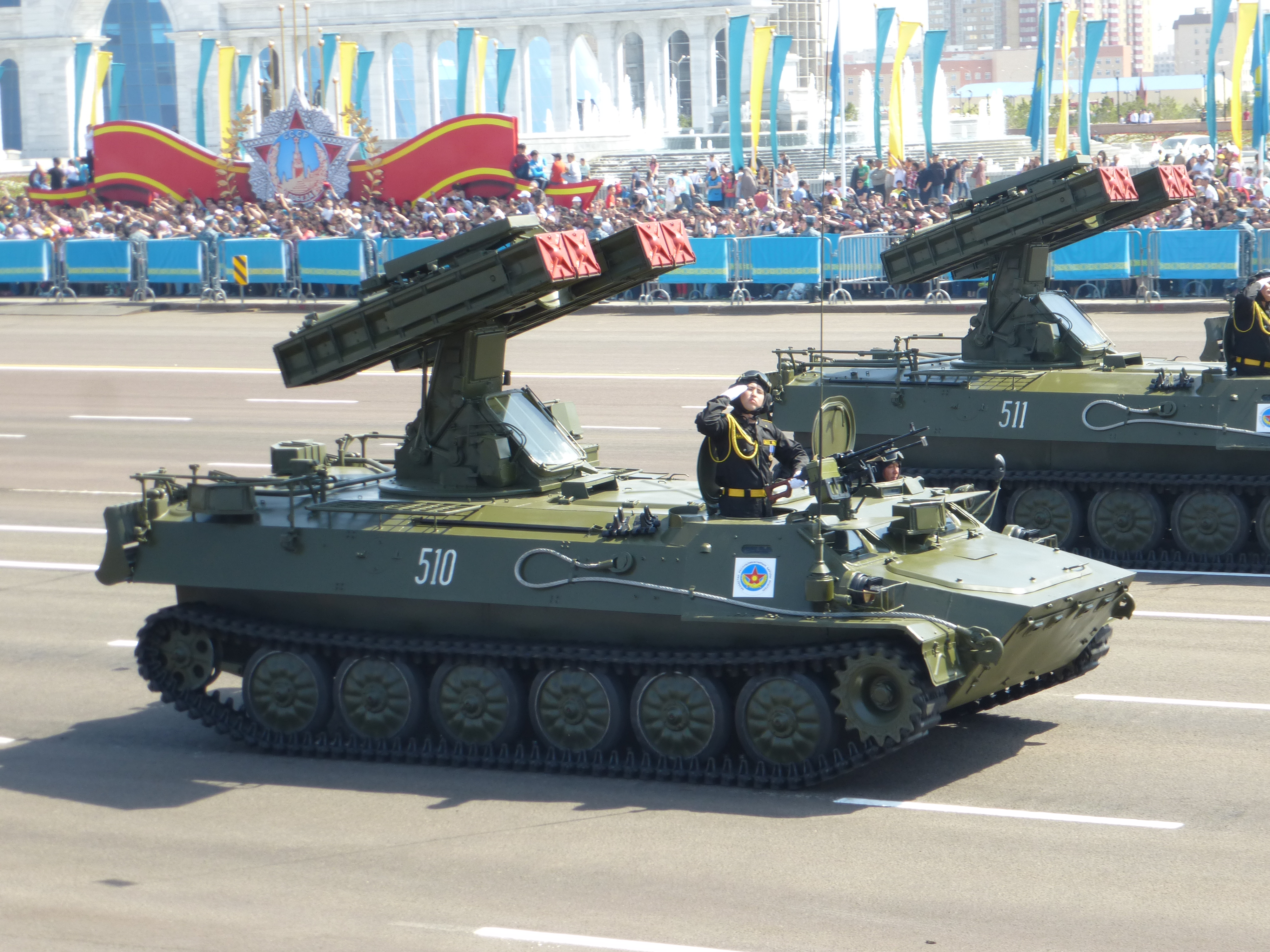
9K35 스트렐라-10

9K35 스트렐라-10(러시아어: 9К35 «Стрела-10»)는 러시아의 단거리 지대공 미사일이다. 나토명 SA-13 고퍼이다.

## 역사
1976년부터 생산 중이다.
장갑차에 탑재된 단거리 지대공 미사일이며, 미사일 무게는 41 kg이지만, 10 kg인 보병 휴대용 이글라 지대공 미사일과 사거리가 같다. 사거리 5 km, 고도 3.5 km.
무게 85 kg AIM-9 사이드와인더의 절반 무게이며, 49 kg AGM-114 헬파이어 보다도 가볍다.
러시아는 스트렐라를 대체하기 위해 9M337 소스나-R(SA-24)을 개발했다. 2019년 실전배치되었다. 사거리 10 km이다. 미사일 무게는 38 kg으로 스트렐라와 거의 비슷한 크기이다.

## 북한
북한이 SA-13을 보유중이다. 단거리 지대공 미사일로 사거리 5 km SA-13 말고도, 프랑스의 크로탈 미사일(사거리 15 km)을 중국이 생산한 것을 수입했다고 알려져 있다.